# Scaglia

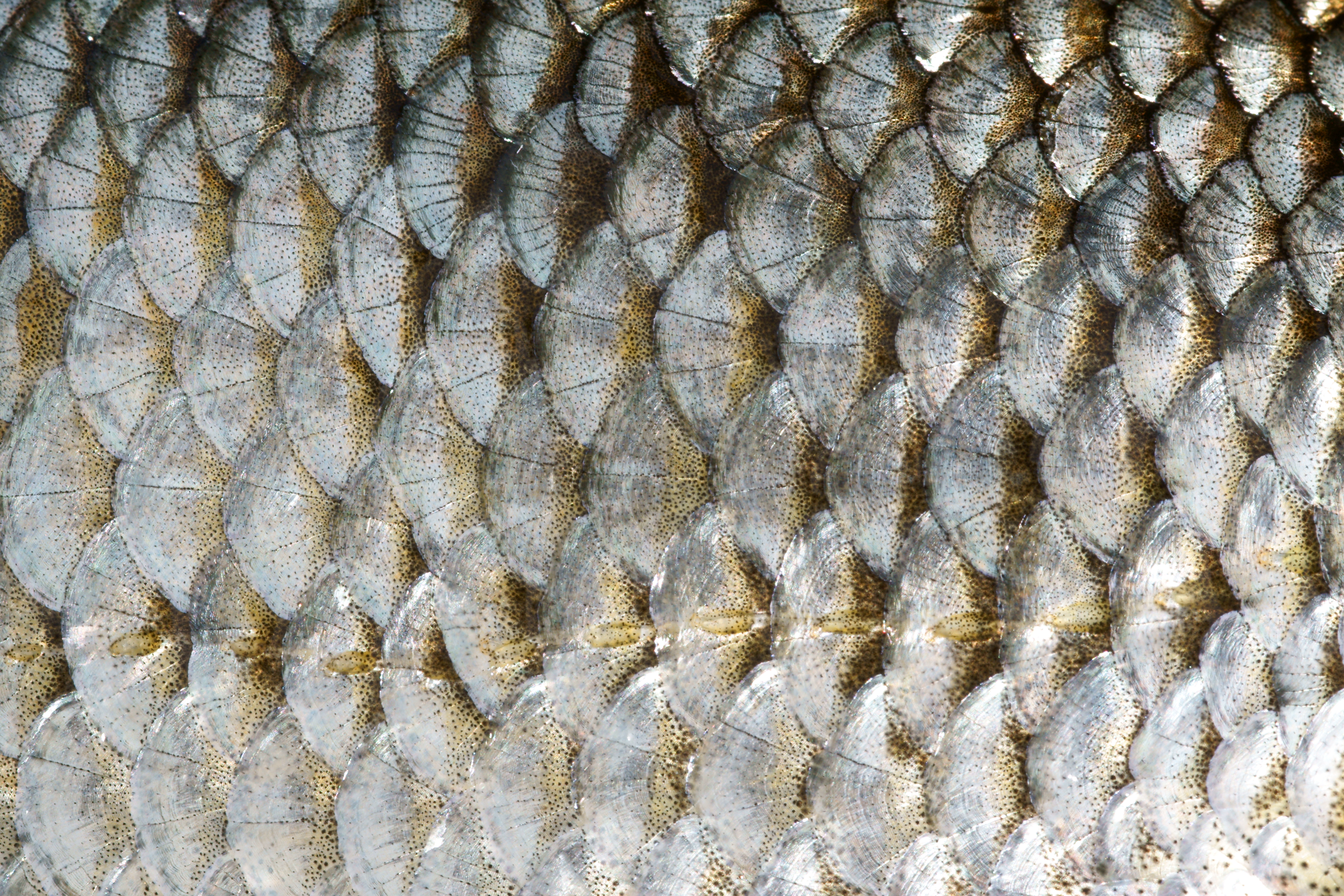
Scaglie di gardon (Rutilus rutilus)

La scaglia, in zoologia, è una piccola lamella rigida che origina dalla pelle di alcuni animali a scopo protettivo. È tipica dei pesci e si differenzia da quella dei rettili detta più propriamente squama. Le scaglie sono abbastanza comuni e si sono evolute diverse volte con varie strutture e funzioni. Nei lepidotteri (farfalle e falene) ricoprono le ali conferendo loro le varie colorazioni.

## Anatomia comparata

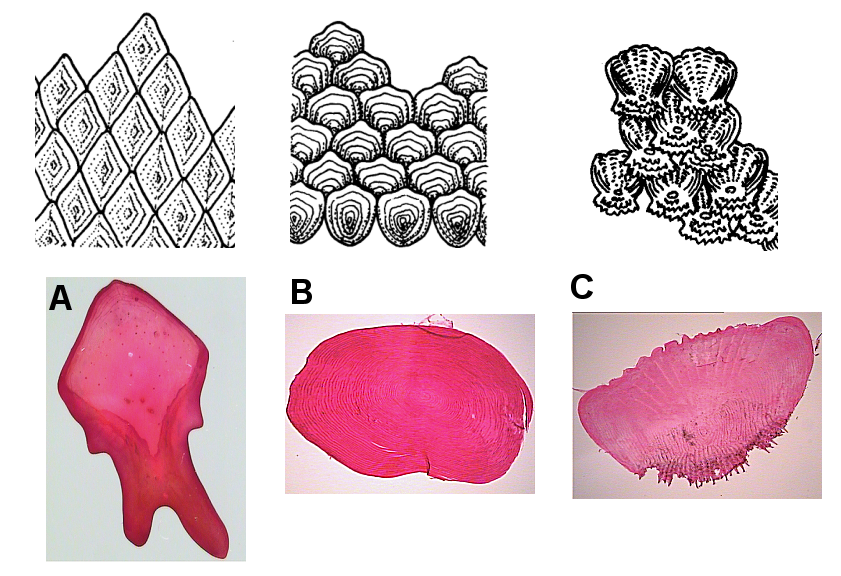
A: scaglia ganoide
B: scaglia cicloide
C: scaglia ctenoide

Le scaglie sono generalmente classificate come parte del sistema tegumentario in particolare sono annessi cutanei laminari disposti con la punta verso la parte caudale dell'animale. Conferiscono protezione al pesce, mantenendo la necessaria elasticità dei movimenti. Originano direttamente dal derma e sono costituite da osso dermico talvolta rivestito da smalto e dentina.
Ci sono vari tipi di scaglia a seconda della forma e della costituzione.

### Scaglia cosmoide
La più antica, evolutasi dalle piastre ossee dei primi pesci (Ostracodermi e Placodermi) ormai estinti. È costituita da quattro strati sovrapposti, il più profondo è osso lamellare compatto sopra il quale troviamo osso lamellare spugnoso, dentina e smalto. Gli unici pesci viventi che presentano questo tipo di scaglie sono quelli appartenenti ad alcune famiglie di dipnoi (pesci polmonati).

### Scaglia placoide
Tipica dei Condroitti (squali e razze) dove l'osso dermico persiste sotto forma di dentelli di dentina ricoperti da smalto.
Anche note come dentelli dermici, le scaglie placoidi sono strutture superficiali del corpo caratteristiche di alcuni pesci cartilaginei. Queste piccole scaglie ricoprono ad esempio la pelle degli squali. La struttura dei dentelli è simile a quella dei denti, che si suppone siano evoluti da specie di scaglie placoidi presenti nei pesci primitivi. Negli squali i dentelli dermici sono fatti di dentina e contengono nel loro nucleo papille dermiche.
Le scaglie placoidi si sviluppano dal livello dermale della pelle e la loro forma varia a seconda delle specie ed è una fonte per l'identificazione tassonomica.
I dentelli rendono la pelle di molti squali ruvida come carta abrasiva. La pelle essiccata di squali come lo Smeriglio si usava in ebanisteria sotto il nome di Zigrino, e ancora oggi se ne fanno utensili in quantità industriali come per esempio l'oroshigane giapponese).
Normalmente i dentelli sono orientati verso la parte posteriore dell'animale, cosicché accarezzare uno squalo dalla testa alla coda produrrebbe una sensazione analoga a quella prodotta da un corpo liscio. Soltanto l'abrasione nel verso opposto rivela la natura ruvida della pelle. Un'eccezione è rappresentata dal Cetorhinus maximus, l'unico caratterizzato da scaglie isotrope, cioè che puntano in direzioni qualsiasi, e non verso la coda.
Si sono osservati squali che sfruttano le scaglie per ferire le prede.
Alcuni studi hanno mostrato che i dentelli producono minuscoli vortici che riducono l'attrito migliorando l'idrodinamicità. Inoltre la loro pelle particolare consente agli squali di nuotare in modo molto più silenzioso rispetto agli altri pesci.
In Giappone, i tradizionali forgiatori di katana utilizzano la pelle di squalo per ricoprire l'impugnatura delle spade e renderla meno scivolosa. La tecnica di costruzione prevede che i dentelli siano orientati verso la lama in modo che il samurai sia in grado di recuperare la presa nel caso sia vittima di un tentativo di disarmamento.

### Scaglia ganoide
Formata da uno strato di osso lamellare ricoperto da dentina e smalto, possono considerarsi evolute dalle cosmoidi per perdita di uno strato di osso spugnoso. Sono spesso romboidali e interconnesse tra loro.

### Scaglie Cicloidi e Ctenoidi
Le più diffuse tra i pesci ossei, si differenziano per essere circolari le prime e dai bordi seghettati le seconde. Sono embricate, sovrappongono cioè la parte posteriore a quella anteriore della scaglia successiva. Derivano dalle scaglie ganoidi per perdita degli strati di dentina e smalto, mantengono infatti solo l'osso lamellare che cresce con il pesce mostrando cerchi concentrici simili agli anelli di accrescimento degli alberi, tanto da essere talvolta usate per determinare l'età dell'animale.